# Optimisation complètement positive
 (mars 2023).
Si vous disposez d'ouvrages ou d'articles de référence ou si vous connaissez des sites web de qualité traitant du thème abordé ici, merci de compléter l'article en donnant les références utiles à sa vérifiabilité et en les liant à la section « Notes et références ».
En optimisation mathématique, un problème d'optimisation complètement positive consiste à minimiser une fonction linéaire sur la partie de {\displaystyle \mathbb {R} ^{n\times n}} formée de l'intersection du cône des matrices complètement positives et d'un sous-espace affine. Ce problème a la particularité d'être à la fois convexe et NP-ardu.
L'optimisation complètement positive est la discipline qui analyse les problèmes d'optimisation complètement positive et propose des méthodes de résolution. Cette discipline est duale de l'optimisation copositive, car le cône dual de celui des matrices copositives est le cône des matrices complètement positives.